# Cheikh Sane
Cheikh Ahmed Tidiane Sane (Pikine, 4 maggio 1992) è un cestista senegalese.

## Palmarès
- Coppa di Danimarca: 2

FOG Næstved: 2017
Horsens IC: 2019
- Coppa di Lega Svizzera: 2

Fribourg Olympic: 2024, 2025
- Coppa di Svizzera: 1

Fribourg Olympic: 2024
- Campionato svizzero maschile: 1

Fribourg Olympic: 2023-24
- Supercoppa di Svizzera: 1

Fribourg Olympic: 2024